# نیتسوو
نیتسوو (به چکی: Nicov) یک منطقهٔ مسکونی در جمهوری چک است که در ناحیه پراخاتیتسه واقع شده‌است. نیتسوو ۱۳٫۷۶ کیلومتر مربع مساحت و ۸۴ نفر جمعیت دارد و ۸۹۶ متر بالاتر از سطح دریا واقع شده‌است.